# Anstoss 3
Anstoss 3 ist eine Wirtschaftssimulation des deutschen Entwicklerstudios Ascaron, in der der Spieler einen Fußballverein managt und zum Erfolg führen soll. Es ist der dritte Titel der Anstoss-Reihe und der letzte unter Federführung des Serienerfinders Gerald Köhler. Gleichzeitig gilt es als Höhepunkt der Serie unter Ascaron. Anstoss 3 kam in Deutschland 2000 für Windows auf den Markt. Das Spiel deckt wie auch die Vorgänger nur den Managementaspekt ab, während die Spieltage vom Programm berechnet werden. Jedoch ließ sich das Programm mit der 2001 veröffentlichten Spielsimulation Anstoss Action verknüpfen, sodass der Spieler die Spieltage dadurch selbst bestreiten konnte. 2001 brachte Ascaron das Spiel daher auch in einem Bundle mit Anstoss Action als Anstoss Meister Edition auf den Markt.

## Spielprinzip
Anstoss 3 führt die Funktionen und Spielweise des Vorgängers Anstoss 2 im Wesentlichen fort und erweitert sie im Detail. Als Manager und Coach eines Fußballvereins trifft man alle wesentlichen Entscheidungen, sowohl im wirtschaftlichen, als auch sportlichen Bereich. Man führt Verhandlungen mit Spielern und Sponsoren, bestimmt Trainingsschwerpunkte oder Spieltaktik und kümmert sich um den Ausbau der Vereinsanlagen. Eine Neuerung war der Ausbau des Stadionumfelds durch Trainings- und Rehaanlagen, Würstchenbuden o. ä. Die im Vorgänger eingeführte Menüsteuerung wurde wieder um eine Büroansicht ergänzt. Für die grafische Darstellung des Spieltags kamen statt gezeichneter Grafiken nun 3D-Spielszenen zum Einsatz. Alternativ kehrte der aus dem ersten Anstoss bekannte Textmodus zurück, der das Spiel lediglich in Form von Kommentator-Beiträgen wiedergab. Als Spielkommentator wurde diesmal Günther Koch verpflichtet.

## Rezeption
„Den Gold Player [Anm.: die Magazin-Auszeichnung] hat sich das Spiel förmlich erarbeitet: Zwar herrschen Defizite in punkto Spannung und Innovation, dafür sprechen Komplexität und Langzeitmotivation für sich. Neben den unzähligen kleinen und mittelgroßen Verbesserungen rechtfertigt vor allem der brillante Text-Modus den Kauf für alle Besitzer des Vorgängers.“

Mit Veröffentlichung erreichte Anstoss 3 umgehend Platz 1 der deutschen Verkaufscharts und legte den besten Verkaufsstart eines Ascaron-Spiels in der bisherigen Firmengeschichte hin. Wie bereits der Vorgänger erhielt es im April 2000 vom Verband der Unterhaltungssoftware Deutschland die Gold-Auszeichnung für mehr als 100.000 verkaufte Exemplare. Insgesamt verkaufte sich das Spiel nach eigenen Angaben rund 300.000 Mal, davon 200.000 Mal zum Vollpreis.
Anstoss 3 gilt gemeinhin als der Höhepunkt der Serie unter Ascaron, an den das Studio nicht mehr anknüpfen konnte. Serienvater Gerald Köhler verließ das Unternehmen gemeinsam mit Anstoss-Chefprogrammierer Rolf Langenberg im Jahr der Veröffentlichung, um für Electronic Arts künftig die Konkurrenzserie Fußball Manager zu entwickeln. Bereits Anstoss Action galt trotz guter Bewertungen finanziell als Flop und wurde nicht fortgeführt. Die Verantwortung für den Nachfolger zu Anstoss 3 ging an ein junges und unerfahrenes Entwicklerteam um Guido Eickmeyer und Köhlers Bruder Heiko über. 2002 kam Anstoss 4 nach erheblichen Störungen während der Entwicklung und mit zahlreichen Programmfehlern auf den Markt.